# S-Curve Records
S-Curve Records es un sello discográfico estadounidense fundado en 2000 por el exejecutivo de Mercury Records, Steve Greenberg. Tiene su sede en la ciudad de Nueva York. En 2001, el sello estableció un acuerdo de distribución y licencia con EMI Records. Entre los éxitos lanzados por S-Curve entre 2000 y 2004 se encuentran "Who Let the Dogs Out?" de Baha Men, "Stacy's Mom" de Fountains of Wayne y los dos primeros álbumes de Joss Stone, The Soul Sessions y Mind Body & Soul. Todos estos artistas recibieron múltiples nominaciones al Grammy, y Baha Men ganó el Grammy a la "Mejor grabación dance" en 2001.
En 2007, Greenberg relanzó el sello después de una pausa de dos años, durante la cual se desempeñó como presidente de Columbia Records. En 2010, el acuerdo de distribución del sello con EMI llegó a su fin y S-Curve firmó un nuevo acuerdo de distribución en Estados Unidos con Universal Music Group. De 2012 a 2015, Warner Music Group distribuyó el sello fuera de Norteamérica.
La lista y el catálogo de S-Curve incluyen títulos de Andy Grammer, JJ Rosa, Leslie Odom Jr., We the Kings, Bay Ledges, Daisy the Great, Netta Barzilai, Rachel Crow, Maxi Priest, Michael Blume, Hailey Knox, Duran Duran, Betty Wright, Fountains of Wayne, Baha Men, The Beu Sisters, Sarah Hudson, Tom Jones, Little Jackie, Diane Birch, Nikki Jean, David Broza, Joshua Henry, Conkarah, Rozzi Crane, A Great Big World, Swamp Dogg, Night Bus, A-WA, Care Bears on Fire, Sinking Ships, Tinted Windows y Joss Stone.
El lanzamiento de S-Curve en 2011 de Betty Wright y The Roots, Betty Wright: The Movie, fue nominado a un Grammy en la categoría "Mejor interpretación de R&B tradicional". El álbum debut de Andy Grammer produjo los exitosos sencillos "Keep Your Head Up" (certificado platino en los Estados Unidos), "Miss Me" y "Fine By Me" (certificado oro). Su siguiente álbum, Magazines or Novels, contenía el sencillo triple platino "Honey, I'm Good" y el certificado de oro "Good to Be Alive (Hallelujah)". El lanzamiento de Grammar de 2016, "Fresh Eyes", obtuvo la certificación Platino en Estados Unidos, Canadá y Australia. En julio de 2012, S-Curve lanzó The Soul Sessions vol. II, una secuela de su álbum debut de 2003, producida por Greenberg, quien también produjo los dos primeros álbumes de Stone durante la encarnación inicial del sello. Ese álbum alcanzó el Top 10 tanto en la lista de álbumes Billboard 200 como en la lista de álbumes del Reino Unido. AJR ha obtenido cinco sencillos de platino en el sello S-Curve, pero ya no están en el sello. Maxi Priest fue nominado a un Grammy 2021 en la categoría "Mejor Álbum de Reggae" por su lanzamiento de S-Curve "It All Comes Back To Love".
Además de publicar música, los intereses comerciales de S-Curve incluyen la publicación de música y las participaciones accionarias de la compañía en las empresas de medios en línea Vydia, Eko (anteriormente Interlude), YouNow, Stationhead, Selectable Media (anteriormente Nabbr), Hyperactivate (creadores de Hashtag Art) y Soomla. En 2011 y 2012, los videos musicales lanzados por S-Curve utilizando la tecnología de video interactivo de Eko ganaron los "O Music Awards" de MTV por "Video más innovador": "Keep Your Head Up" de Grammer y "Say You Like Me" de We the Kings.
El sello discográfico y la editorial fueron adquiridos por BMG Rights Management en noviembre de 2015, y Greenberg continuó al mando. S-Curve continúa poseyendo participaciones de forma independiente en su cartera de empresas de tecnología.
En 2021, el sello se relanzó en asociación con Disney Music Group. Sin embargo, el catálogo anterior permanece en BMG.